# Kensington (Olympia) (stanice metra v Londýně)
Kensington (Olympia) je stanice metra v Londýně, otevřená 27. května 1844 jako Kensington. Hned téhož roku se zavřela a otevřela se až 2. června 1862 pod názvem Addison Road. Roku 1946 došlo k přejmenování na dnešní jméno. V roce 2011 se stanice rekonstruovala. Autobusové spojení zajišťují linky: 9, 10, 27, 28, 49, 391, C1 a noční linky: N9 a N28. Stanice se nachází v přepravní zóně 2 a leží na lince:
- District Line (zde linka končí, před touto stanicí je Earl's Court)
- National Rail
- Overground

| Rok  | Počet cestujících |
| ---- | ----------------- |
| 2011 | 1,74 mil          |
| 2012 | 1,80 mil          |
| 2013 | 1,88 mil          |
| 2014 | 1,95 mil          |